# Rasko (Burkina Faso)
Pour les articles homonymes, voir Rasko.
Rasko est une localité située dans le département de Tougo de la province du Zondoma dans la région Nord au Burkina Faso.

## Géographie
Rasko est situé à 4 km à l'ouest du centre de Tougo, le chef-lieu du département, et à 25 km à l'est Gourcy.

## Santé et éducation
Le centre de soins le plus proche de Rasko est le centre de santé et de promotion sociale (CSPS) de Tougo tandis que le centre médical avec antenne chirurgicale (CMA) de la province se trouve à Gourcy.
Rasko possède une école primaire publique.